# Holminaria pallida
Holminaria pallida är en spindelart som beskrevs av Kirill Yeskov 1991. Holminaria pallida ingår i släktet Holminaria och familjen täckvävarspindlar. Inga underarter finns listade i Catalogue of Life.